# Vinter-OL 2026
|  | Denne artikel indeholder information om en fremtidig sportsbegivenhed Der kan forekomme spekulativ information, og indholdet kan ændres dramatisk når arrangementet nærmer sig og mere information bliver tilgængelig. |

Vinter-OL 2026, formelt kaldt De 25. olympiske vinterlege, er en international multisportkonkurrence som bliver arrangeret i de norditalienske byer Milano og Cortina d'Ampezzo fra 6. til 22. februar 2026. Åbningsceremonien skal finde sted på San Siro i Milano, mens afslutningsceremonien afholdes på Arena di Verona i Verona.

## Budrunde

### Valg af værtsby
Milano og Cortina d'Ampezzo blev valgt som værtsbyer den 24. juni 2019 på den 134. IOC-session i Lausanne, Schweiz. De tre italienske IOC-medlemmer, Franco Carraro, Ivo Ferriani og Giovanni Malagò, og de to svenske IOC-medlemmer, Gunilla Lindberg og Stefan Holm, var ikke kvalificerede til at stemme i dette værtsbyvalg grundet reglerne i det olympiske charter.
| Afstemming – arrangør af vinter-OL 2026 | Afstemming – arrangør af vinter-OL 2026 | Afstemming – arrangør af vinter-OL 2026 |
| By                                      | Nation                                  | Stemmer                                 |
| --------------------------------------- | --------------------------------------- | --------------------------------------- |
| Milan–Cortina d'Ampezzo                 | Italien                                 | 47                                      |
| Stockholm–Åre                           | Sverige                                 | 34                                      |
| Én undlod at stemme                     |                                         |                                         |